# Sauvagney
Sauvagney é uma comuna francesa na região administrativa de Borgonha-Franco-Condado, no departamento de Doubs. Estende-se por uma área de 3,95 km². Em 2010 a comuna tinha 188 habitantes (densidade: 47,6 hab./km²).